# Ян ван дер Сльойс
Ян ван дер Сльойс (нід. Jan van der Sluis; 29 квітня 1889, Роттердам — 19 жовтня 1952, там само) — нідерландський футболіст, гравець клубу ВОК з Роттердама. Здобув бронзу на Олімпійських іграх 1912 року у Швеції зі збірною Нідерландів.

## Життєпис
Ван дер Сльойс провів лише один міжнародний матч за збірну Нідерландів і забив два голи. У втішному фіналі Олімпійських ігор 1912 року його команда перемогла Фінляндію з рахунком 9:0. Ян у цій грі грав центрфорварда і забив два голи.
За фахом Ван дер Сльойс був судновим брокером і директором судноплавної компанії Я. ван дер Сльойса.
Помер 19 жовтня 1952 року у віці 63 років у Роттердамі.

## Статистика

### Статистика виступів за збірну
| Дата     | Місто      | Господарі  | Результат | Гості     | Турнір               | Голи | Примітки |
| -------- | ---------- | ---------- | --------- | --------- | -------------------- | ---- | -------- |
| 4-7-1912 | Стокгольмн | Нідерланди | 9 – 0     | Фінляндія | ОІ 1912 - за 3 місце | 2    |          |
| Усього   |            | Матчів     | 1         |           | Голів                | 2    |          |